# Giuseppe Leone (politico 1864)
Giuseppe Leone (Napoli, 8 giugno 1864 – Napoli, 25 marzo 1933) è stato un avvocato e politico italiano.